# Finn - Musica per un sogno
Finn - Musica per un sogno (Finn) è un film del 2013 diretto da Frans Weisz.

## Trama
Finn ha nove anni e vive con il padre (Daan Schuurmans) a Hosselen. Sua madre è deceduta al momento della nascita. Un giorno Finn incontra un misterioso uomo che suona il violino (Jan Decleir), che ha preso la residenza in una casa vuota del villaggio. Quest'uomo può apparentemente creare magia con la sua musica, perché Finn vedrà la madre defunta. Finn vorrebbe prendere alcune lezioni di violino da lui. Il padre si oppone in quanto vorrebbe che il figlio continui a giocare a calcio e per motivi inizialmente non chiari litiga con l'anziano musicista.
Finn decide di seguire segretamente le lezioni di violino dall'anziano che risulterà essere il nonno. Scopre, inoltre, che anche il padre era musicista e, il giorno in cui la madre è deceduta, era stato convinto dal nonno ad esibirsi lontano da casa, anche se la moglie incinta aveva un presentimento che qualcosa durante il parto sarebbe andato storto. L'uomo si sente in colpa in quanto se fosse rimasto a casa avrebbe potuto accompagnare la moglie in ospedale e salvarle la vita.
Finn, dopo aver litigato con il padre, si reca a casa del nonno, il quale lo convince a fare pace. All'arrivo del padre, Finn gli va incontro e cerca di convincerlo a riappacificarsi anche lui con suo padre. In realtà il nonno di Finn è deceduto pochi mesi prima. Gli incontri con lui e le sue lezioni di violino sono immaginarie. Eppure la sua insegnante (Hanna Verboom) lo sentì suonare bene mentre si stava esercitando, proponendogli di esibirsi nello spettacolo di Natale della scuola. Mentre suona durante lo spettacolo, il padre accorrerà ad assisterlo nell'esecuzione, dopo un lungo periodo di inattività nella musica.

## Riconoscimenti
- 2014 - Giffoni Film Festival
  - Miglior film - categoria elements +10[1];
- 2014 - Festival internazionale del cinema di Berlino
  - Candidato nella categoria generation[2].